# Richard FitzRalph
Richard FitzRalph ou Fitz Ralph, parfois désigné par son surnom Armachanus, né vers 1300 en Irlande et mort le 16 décembre 1360 à Avignon, est un philosophe scolastique, théologien et professeur d'université irlandais normand, archevêque d'Armagh. Sa pensée exerça une influence significative sur celle de John Wycliffe.

## Biographie
Né vers 1300 dans une famille bourgeoise aisée d'origine anglo-normande / hiberno-normande à Dundalk (Irlande), Richard FitzRalph nous est connu comme ex-boursier et chargé de cours (lector) au Balliol College, à l'université d'Oxford, en 1325, où il est mentionné pour la première fois. Vers 1331, il reçoit le titre de maître en théologie. Peu après il est nommé vice-chancelier de l'Université. Pour une personne au début de la trentaine, et surtout d'origine irlandaise (encore que Prince, dans son œuvre Dignes du Devon dit qu'il vient du Devon (comté)), cela constitue un fait presque sans précédent.
En tant que vice-chancelier, il est confronté à la crise provoquée par la fameuse sécession des maîtres et des étudiants qui souhaitent fonder une université à Stamford (Lincolnshire) ; on pense que cette affaire provoque peut-être sa première visite à la cour papale d'Avignon en 1334. Il rentre en Angleterre l'année suivante après avoir été nommé doyen de Lichfield. En 1337, il est de nouveau contraint de se rendre à Avignon, où il reste jusqu'en 1344. Le 31 juillet 1346, il est consacré archevêque d'Armagh. Dans ces deux postes, il était apprécié comme un administrateur réfléchi et compétent.
À partir de 1344, il commence à enregistrer ses homélies sous forme d'un journal. Les plus courtes et moins conséquentes sont résumées, tandis que les sermons théologiques plus longs et plus savants sont transcrits dans leur globalité, notamment ceux qu'il prêche à Avignon. Les deux formes sont rédigées en latin, et témoignent de son amour du savoir, partagé par des amis comme Richard de Bury. On pense également qu'il a envoyé plusieurs de ses prêtres étudier à Oxford pour approfondir leur apprentissage. Ses écrits incluent ses réflexions sur l'infini, la prédestination et le libre arbitre. Comme ses compatriotes irlandais Henry Crumpe et John Whitehead, il est impliqué dans une controverse avec les frères franciscains. Il affronte l'archevêque de Dublin, John de St Paul, alors qu'ils poursuivent la controverse centenaire sur lequel d'entre eux a le droit de revendiquer la primauté de l'Irlande.
Les textes démontrent que Richard FitzRalph est préoccupé par les problèmes sociaux en Irlande - vingt-neuf sermons sont  prêchés à Dundalk, Drogheda, Dublin et divers endroits du Royaume de Mide à des hommes d'église qu'il critique pour leur manque de vocation, à des marchands qu'il attaque pour leurs dépenses inutiles et leurs pratiques commerciales sournoises, et à la population en général, où il est très populaire en tant que prédicateur. À une époque où les relations entre les colons et les natifs sont souvent hostiles, il dénonce la discrimination contre les Irlandais gaélis. Il compense sa sévérité par son approche très juste et sérieuse en tant que pasteur de son troupeau, qu'il soit anglais, Anglo-Irlandais ou Gaél.
Il entreprend un troisième séjour à Avignon de 1349 à 1351, où il aurait participé aux négociations entre l'Église apostolique arménienne et le pape Clément VI. Son rapport sur la peste noire est la première preuve solide de son arrivée en Irlande. Dès son retour en Irlande en 1351, il est impliqué dans ce qui devient finalement une attaque très personnelle et amère contre divers ordres mendiants. Il souhaite voir leurs privilèges retirés en ce qui concerne la confession, la prédication et d'autres actes, car ils sont en train d'affaiblir son clergé séculier. En conséquence, il entreprend une quatrième visite à Avignon en 1357 pour discuter de la question avec le pape Innocent VI. Il y meurt le 16 décembre 1360. En 1370, ses restes sont inhumés à l'église Saint-Nicolas de Dundalk, où sa mémoire est vénérée pendant plusieurs siècles ; des miracles sont rapportés à son sujet.
Il est possible que FitzRalph fût chancelier à l'Université d'Oxford en 1360.